# Шэньян Дунцзинь
«Шэньян Дунцзинь» (кит. 沈阳东进足球俱乐部) — бывший китайский футбольный клуб из города Шэньян, провинция Ляонин, выступающий в третьем дивизионе чемпионата Китая. В последнее время выступал на стадионе строительного университета Шэньяна.
В 2018 году после расследований Китайской футбольной ассоциации и обнаруженных финансовых нарушений лишен профессионального статуса и распущен. 

## История
Свою историю клуб ведет с 1999 года, когда в г. Цзинин (провинция Шаньдун) была основана команда ФК Цзинин Цзюцзюйлун (кит.: 济宁九巨龙足球俱乐部). В Цзинине она находилась до 2004 года. В 2005 году клуб переехал в Нинбо (провинция Чжэцзян) и изменил название на ФК Нинбо Чжунбао Цыси (кит.: 宁波慈溪中豹足球俱乐部). Домашние игры команда проводила на стадионе Цыси в Нинбо. В соревнованиях 2007 года клуб участие не принимал, а до начала 2008 года переехал в Шэньян.
Однако под таким названием существует только с 2008 года.
Команда представляет город Шэньян, провинция Ляонин.
После переезда в 2007 году команды, выступавшей за честь города в Чанша (См.:Чанша Цзиньдэ), её пришлось формировать заново. Официальная дата создания нового футбольного клуба в Шэньяне — 1 декабря 2007 года. Сразу же после основания, команда успешно выступала во третьем китайском дивизионе и по итогам розыгрыша 2008 года стала чемпионом и получила повышение в классе.
С 2009 года выступает в Лиге Цзя-А. В дебютном дивизионе в Лиге Цзя-А заняла третье место, что не позволило выступать в элитном китайском дивизионе.
Цвета клуба — синий и красный.

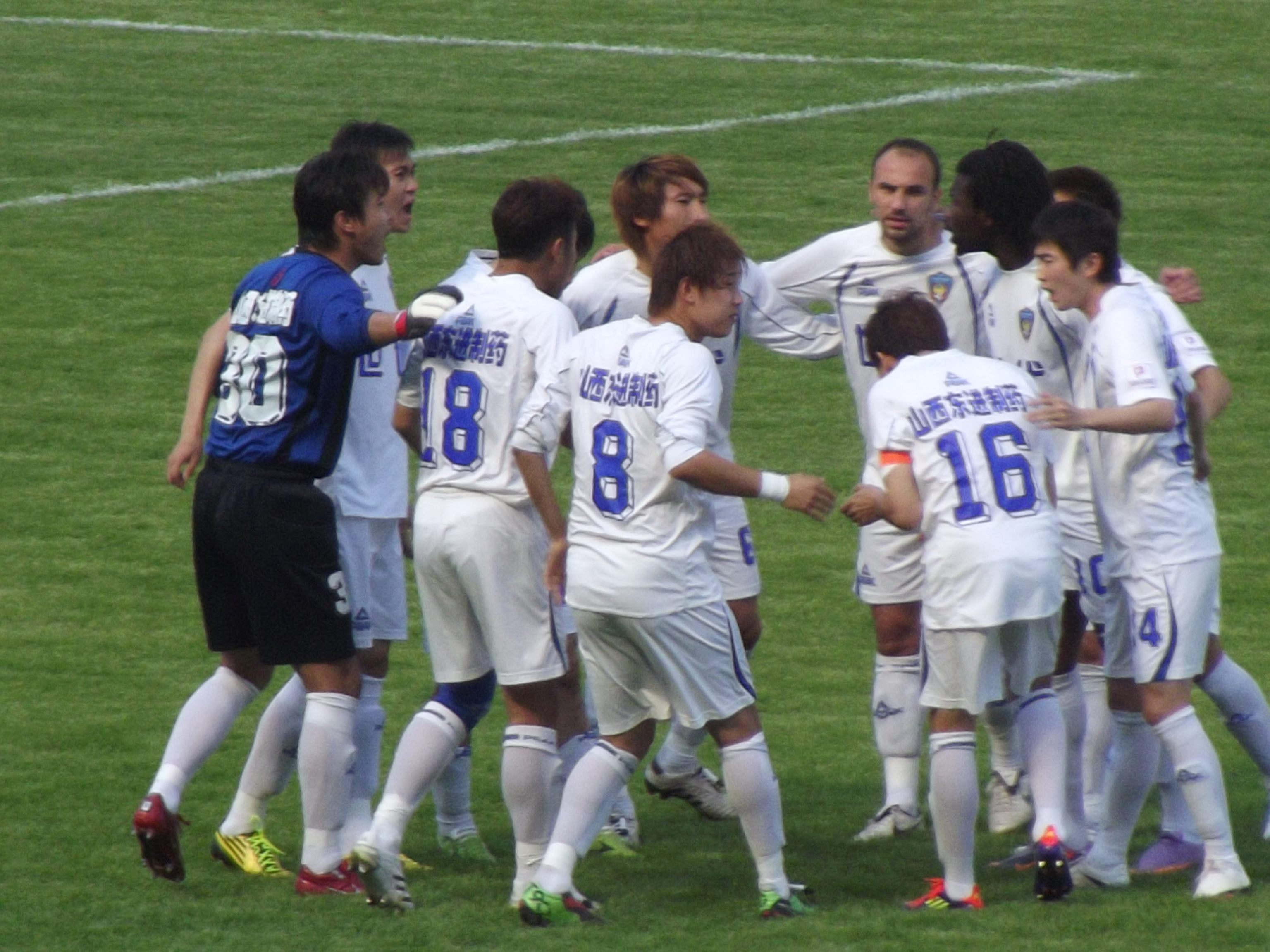
Игроки команды Шэньян Дунцзинь перед домашней игрой с Тяньцзинь Сунцзян, 5 июня 2011

В феврале 2012 года было объявлено о том, что клуб продолжит выступления в лиге после переезда в Хух-Хото, где проведет два сезона — 2012 и 2013 годов. Кроме того, было изменено название — команда стала называться «Хух-Хото Дунцзинь» (в спортивных соревнованиях), однако полное название сохранилось: «Футбольный клуб Шэньян Дунцзинь Хух-Хото Дунцзинь» (кит. 沈阳东进足球俱乐部呼和浩特东进队). По итогам розыгрыша 2012 года команда заняла последнее место и вылетела во вторую лигу. В сезоне 2013 года команда заняла пятое место в Северной группе.
23 июля 2013 года команда вернулась в Шэньян, где продолжила выступления на стадионе Бэньси.
11 июля 2018 года в команде случился финансовый скандал, оказалось, что клуб не обнародовал зарплату игроков за предыдущий сезон. Китайская футбольная ассоциация заявила, что отменит регистрацию команды на участие в соревнованиях. Также были обнаружены долги по зарплате игроков, тренерского штаба и обслуживающего персонала. В итоге КФА приостановила действие лицензии профессионального клуба.

## Смена названия
- 1999–2004 Цзинин Цзюйлун (济宁九巨龙)
- 2005–2006 Нинбо Цыси Чжунбао (宁波慈溪中豹)
- 2007–2012 Шэньян Дунцзинь (沈阳东进)
- 2013 Хух-Хото Дунцзинь (沈阳东进足球俱乐部呼和浩特东进队)
- 2013–2018 Шэньян Дунцзинь (沈阳东进)

## Статистика выступлений
- По итогам сезона 2018

За все время выступлений
| Сезон    | 2000 | 2001 | 2002 | 2003 | 2004 | 2005 | 2006 | 2008 | 2009 | 2010 | 2011 | 2012 | 2013 | 2014 | 2015 | 2016 | 2017 | 2018 |
| -------- | ---- | ---- | ---- | ---- | ---- | ---- | ---- | ---- | ---- | ---- | ---- | ---- | ---- | ---- | ---- | ---- | ---- | ---- |
| Дивизион | 3    | 3    | 3    | 3    | 3    | 3    | 3    | 3    | 2    | 2    | 2    | 2    | 3    | 3    | 3    | 3    | 3    | 3    |
| Место    | 51   | 41   | 52   | 6    | 5    | 72   | 92   | 1    | 3    | 7    | 5    | 16   | 51   | 51   | 81   | 19   | 242  | 28   |

Шэньян Дунцзинь не закончил сезон 2007 года
- ↑ : на групповой стадии
- ↑ : в Южной Лиге
- ↑ : в Северной Лиге